# سیارک ۱۳۱۶۸
سیارک ۱۳۱۶۸ (به انگلیسی: 13168 Danoconnell، نامگذاری:1995XW) سیزده هزار و صد و شصت و هشتمین سیارک کشف شده‌است که در ۶ دسامبر ۱۹۹۵ کشف شد.